# Library Genesis
Library Genesis o LibGen és un motor de cerca que permet el lliure accés a continguts que, d'altra manera, són de pagament o no digitalitzats en altres llocs, generalment articles científics o llibres acadèmics, i en menor proporció de ficció. Posseeix contingut lliure en formats PDF, EPUB, MOBI, DJVU, etc. accessible en portals de nombroses editorials acadèmiques com Oxford University Press, Cambridge University Press, ScienceDirect d'Elsevier, Springer, etc.
El 2015 el lloc es va veure embolicat en una disputa legal amb l'editorial Elsevier, qui l'acusava de proporcionar accés als seus articles i llibres que infringia els drets d'autor. LibGen està registrada a Rússia i Amsterdam, per la qual cosa no queda clar quina legislació se li hauria d'aplicar. LibGen està bloquejada per proveïdors d'internet al Regne Unit, però tals bloquejos DNS fan poc per evitar l'accés a la plataforma. L'octubre de 2015 una cort del districte de Nova York va ordenar que el domini "libgen.org" fos donat de baixa, malgrat la qual cosa el lloc segueix accessible a través d'altres dominis alternatius.